# Champagnerkraut

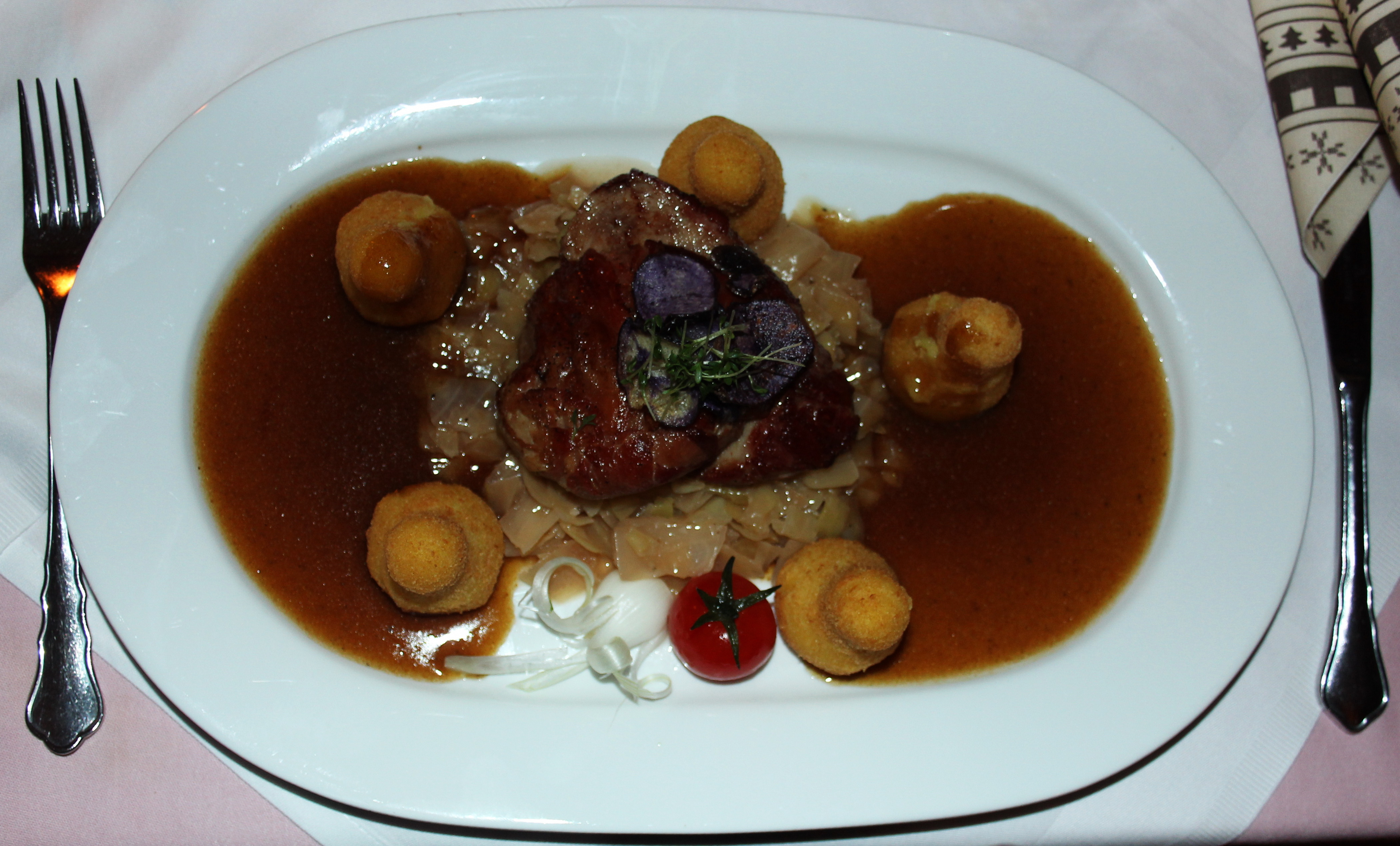
Fasanenbrust mit Kroketten auf Champagnerkraut

Champagnerkraut ist in der deutschen und österreichischen Küche eine Speise aus gedünstetem jungem Weißkraut, das mit Champagner (Schaumwein) verfeinert wird. Fügt man stattdessen Wein hinzu, erhält man Weinkraut. Es kann auch der zartere Spitzkohl verwendet werden. Champagnerkraut wird zu Wildgeflügel wie Fasan oder Rebhühner serviert, das Weinkraut zu Ente oder Gans; Weinkraut ist auch eine beliebte Beilage zum gekochten Wiener Rindfleisch.
Andererseits kann man Weißkohl unter Zusatz von Wein oder sogar Champagner auch zu Sauerkraut vergären lassen; vor dem Zweiten Weltkrieg wurde solches Champagnerkraut in Gaststätten serviert.

## Zubereitung
Gehobeltes oder feingeschnittenes Weißkraut wird vor dem Dünsten mit Salz und Kümmel mariniert, In erhitztem Fett wird Zucker karamellisiert, feingeschnittene Zwiebeln mit etwas Mehl darin geröstet, mit Essig abgelöscht und darin das zerkleinerte Kraut mit wenig Brühe und einem Teil Champagner oder Weißwein weichgedünstet. Durch das Karamell erhält die Speise eine bräunliche Farbe. Für eine andere Variante werden die Weißkohlstreifen kurz blanchiert, mit Apfelstreifen in Butter und Weißwein gedünstet, dann mit Salz und Zucker gewürzt.